# Макис
Маки́с,Маки́з (исп. Maquis) — испанское антифашистское партизанское движение, зародившееся во время гражданской войны в стране.

## Значение слова
Это слово заимствовано из французского языка. Название изначально происходит от вида местности, в которой действовали партизанские отряды — маквиса, типа возвышенностей, покрытых труднопроходимым вечнозелёным кустарником. Хотя на деле слово «маквис» правильнее переводить с французского как «кустарник».
До 1944 года партизаны в Испании не именовали себя «маки», и только после неудачного вторжения в Валь-д’Аран, и последующего рассеивания боевиков из Франции, слово распространилось по всей стране. Историография приняла в качестве обозначения борцов против диктатуры Франко именно это слово.

## История
Несмотря на поражение в гражданской войне, прекращать сопротивление многие сторонники республиканцев не собирались. В 1939-44 годах по всей территории Испании (особенно в Арагоне, Андалусии, Галисии и Каталонии) действовали небольшие разрозненные партизанские отряды. В рядах партизан в 1939—40 годах было до 40 тыс. человек.
Почти сразу после падения Франции в 1940 году многие ветераны-республиканцы присоединились к французскому движению Сопротивления — испанские партизанские отряды принимали участие в боевых действиях против режима Виши и немецких оккупационных войск во Франции. После освобождения Франции в 1944 году, многие из этих бойцов переориентировали свою деятельность на борьбу с фашизмом у себя на Родине. Несмотря на провал вторжения в Валь-д’Аран, кое-кому удалось прорваться в глубь страны и продолжить партизанскую войну против режима Франко.

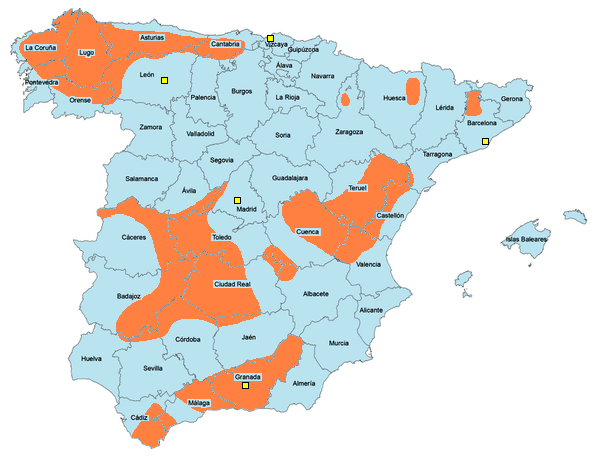
Оранжевым цветом выделены районы наибольшей активности партизан

В конце 1944 года было принято решение об переезде всех руководителей Коммунистической партии Испании во Францию. Они в течение 1945 года занялись переброской в Испанию небольших партизанских групп, которые рассредоточивались по всей территории страны. В окрестностях Тулузы были созданы школа для подготовки партизанских кадров и штаб для координации их деятельности. Уже в начале 1946 года число партизанских действий в Испании значительно выросло.
Наиболее активно партизаны вели борьбу с 1945 по 1947 год, после чего режим Франко активизировал антипартизанские действия, постепенно сведя сопротивление на нет. Многие партизаны были убиты и арестованы (что во многих случаях также приводило к гибели), другие бежали во Францию и Марокко. В 1952 году был эвакуирован последний крупный отряд. С тех пор те, кто отказался бежать за границу, оставались в лесах и горах фактически исключительно чтоб выжить. Одним из последних оплотов маки была горная гряда Портс-де-Тортоза-Безейт. Последний партизан Хосе Кастро Вейга был убит в 1965 году.
С 1943 года по 1952 год жертвами боёв с партизанами стало 628 членов Гражданской гвардии, из которых 258 человек были убиты; партизаны потеряли убитыми 2166 человек, 3382 были задержаны; кроме того, ещё 19 407 человек было арестовано за «связь, помощь, либо пособничество и подстрекательство».